# Invazia britanică

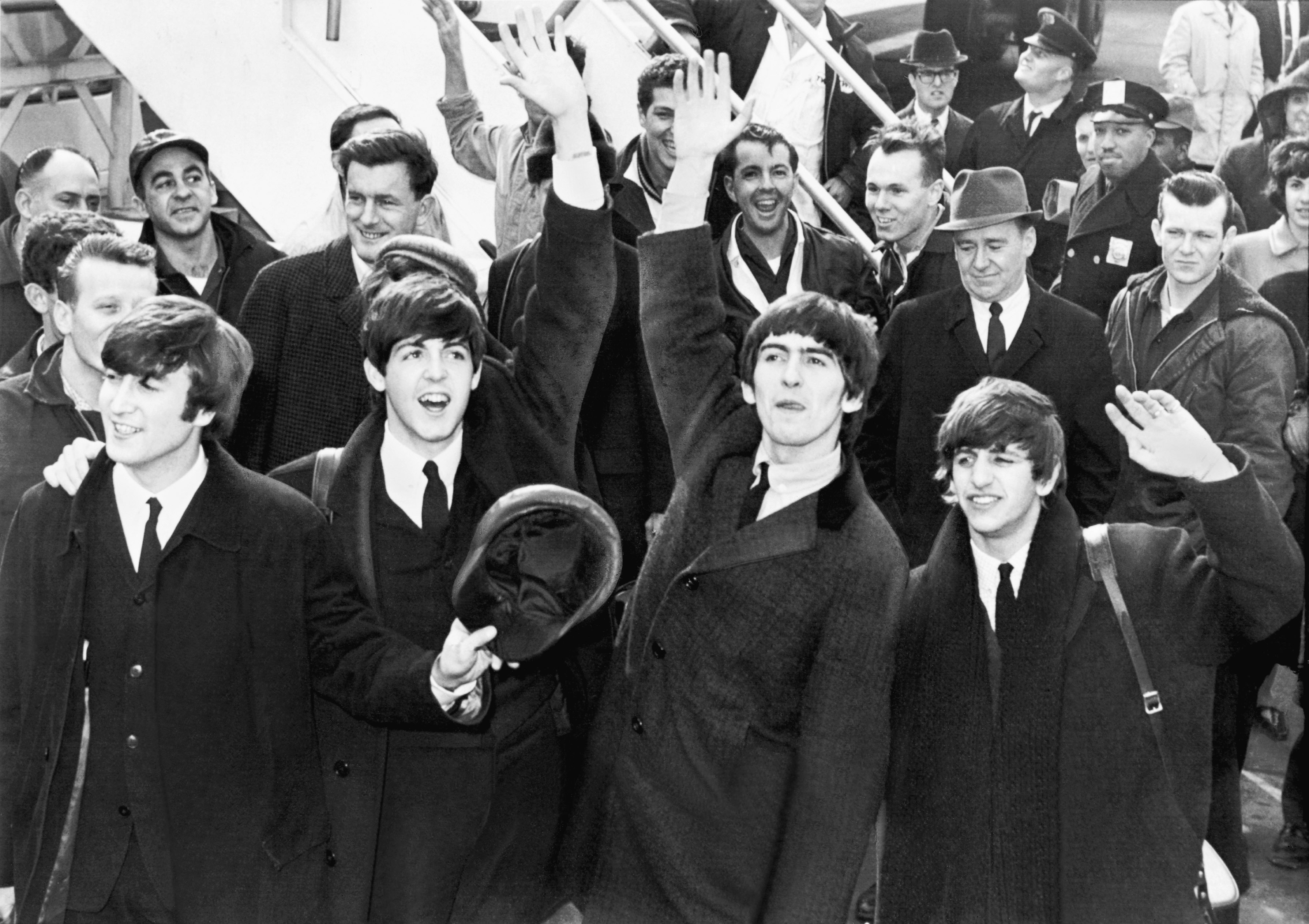
Sosirea formației The Beatles în Statele Unite, respectiv apariția grupului la emisiunea de televiziune The Ed Sullivan Show, a marcat începutul primei invazii muzicale britanice, cea "originală".

Termenul de invazie britanică, conform originalului din engleză, British Invasion, este utilizat în istoria muzicii secolului al XX-lea pentru a desemna muzicienii britanici de rock and roll, beat și pop care au avut un succes comercial imens în țările de limbă engleză (și nu numai acolo) în anii 1960 și în 1970, dar mai ales în Statele Unite ale Americii la mijlocul anilor 1960 și cu precădere între 1964 și 1966.
Unele formații celebre britanice, extrem de influente muzical, așa cum ar fi Led Zeppelin și Queen, al căror imens succes critic și comercial a fost realizat în deceniile 1970, respectiv 1980, nu sunt considerate a fi parte a invaziei britanice originare, având un statut aparte.
Există și o așa zisă o a doua invazie britanică, conform, The Second British Invasion, care se referă la diferite aspecte ale promovării muzicii britanice prin intermediul postului de televiziune dedicat exclusiv muzicii, MTV, din anii 1980.
Termenul British Invasion este folosit într-un sens mult mai larg la începutul secolului 21 pentru a desemna succesul critic, comercial și popular a numeroși actori britanici, dar cu precădere a unor actrițe britanice, respectiv pentru a semnala oricare acte artistice și culturale britanice care au o rezonanță puternică internațională, dar mai ales în țările vorbitoare de limbă engleză și, în particular, în Statele Unite.

## Originea Invaziei Britanice
Imaginea și tonul rebel al muzicienilor rock and roll și blues deveniseră populare cu tinerii britanici din finalul aniilor 50'. Chiar dacă primele încercări comerciale de a replica rock-ul american au eșuat, trad jazz-ul, cu atitudinea de "do it yourself" (fa-o singur) a fost punctul de începere al câtorva British Billboard singles.
Grupuri de tineri britanici au început să combine diverse stiluri britanice și americane în anumite parți ale UK-ului, precum Merseybeat-ul sau "beat boom"-ul din Liverpool în 1962. În același an, trei melodii instrumentale, fiecare aparținând unui act cu rădăcini britanice, au ajuns în Hot 100's. Printre acestea se numără instrumentalul "Telstar" de la the Tornados' , scris si produs de Joe Meek, făcând-o prima melodie de un grup britanic care sa ajungă pe primul loc în US Hot 100. A fost urmată de muzicianul jazz britanic Kenny Ball cu instrumentalul "Midnight in Moscow" pe locul doi pe 17 martie 1962.
Unii observatori au remarcat faptul că adolescenții americani se plictisisera de cântareții pop solo precum Fabian. Mods și Rockers, doua "gang"-uri de tineri britanici din mijlocul anilor 60' au avut un impact în muzica invaziei britanice. Trupe cu o estetica Mod au devenit cele mai populare, deși trupe care le balansau pe ambele, precum Beatles, au avut și ele succes.

## Impactul Invaziei Britanice asupra muzicii americane
Invazia Britanică a avut o puternică influență asupra muzicii populare americane de toate stilurile și la toate nivelurile sale. A  internaționalizat puterea muzicii de tip rock and roll, determinând considerarea muzicii populare britanice ca un centru puternic de creativitate, diversitate și vitalitate, „deschizând larg ușa” pentru alți performeri britanici capabili de a atinge succes internațional. În Statele Unite, Invazia a fost motivul esențial al trecerii pe „linie moartă” al unor genuri muzicale, populare până atunci, precum au fost folosirea muzicii instrumentale de tip surf music, a popularității grupurilor vocale feminine cunoscute ca pre-Motown girl groups, și a genurilor muzicale cunoscute ca folk revival (folk renăscut) (care s-au adaptat transformându-se în genul folk rock), cântece tragice adolescentine, Nashville country music (care a avut parte de propria sa criză datorată decesurilor în serie a unora dintre cele mai renumite staruri ale genului) și, relativ temporar, a pierderii popularității așa-numiților idoli adolescentini, care au dominat clasamentele muzicale americane (American charts) în anii târzii 1950 și anii timpurii 1960.
Invazia britanică a deteriorat puternic carierele unor cântăreți de R&B foarte cunoscuți până atunci, precum Chubby Checker și a „a deraiat” temporar sau total carierele muzicale ale unor acte de tip rock and roll, incluzând carierele lui Ricky Nelson, Fats Domino, The Everly Brothers și Elvis Presley (care, oricum, a reușit să obțină 30 din 100 intrări în Top Hot - conform 30 Hot 100 entries - între 1964 și 1967). Invazia a promovat indirect un grup mare de formații din categoria garage rock, care s-au adaptat rapid, adoptând un sunet asemănător trupelor Invaziei, dar a și stimulat crearea a numeroase grupuri muzicale noi, respectiv a unei large scene muzicale naționale, care va domina numeroase acte muzicale americane pentru mai bine de un deceniu. O altă contribuție majoră a British Invasion a constat în crearea unui curent distinct de muzică rock și „cimentarea” conceptului de grupuri muzicale de tip cuartet și cvintet, bazate pe un vocalist, două sau trei chitare și un toboșar, grupuri muzicale care produc propriul lor material muzical original în calitate de cantautori.

## Sfârșitul primei Invazii Britanice
Delimitarea exactă istorică a primei British Invasion nu este foarte limpede. La sfârșitul deceniului 1961 - 1970, formațiile muzicale american recuceriseră deja proeminența pierdută pentru patru-cinci ani și simultan cu acest fapt, largul val anglofilic, inerent atașat Invaziei, se potolise aproape total datorită și schimbarea interesului social american spre subiecte majore precum Războiul din Vietnam și mișcările asociate drepturilor omului, în special celor din jurul personalității lui Martin Luther King Jr.. Oricum, artiștii britanici asociați primei Invazii nu și-au pierdut popularitatea, care s-a prelungit de-a lungul întregii decade și apoi mult în anii 1970. 
Târziu în acea decadă, formații britanice precum Badfinger și The Sweet, respectiv trupa americană The Raspberries, sunt considerate a fi evoluat înspre și apoi în genul muzical power pop. În 1978, două reviste rock au dedicat articole analizei mișcării muzicale power pop, considerând apariția sa ca salvatoare atât a muzicii new wave, cât și contribuind la directa simplificare a rock-ului. Alături de muzică, new wave power a influențat semnificativ moda, precum în stilul cunoscut ca The Jam, dar și în alte aspecte ale scenei culturale a conglomerației urbane a Los Angeles-ului. Astfel, mai mulți artiști power pop au înregistrat succese comerciale. Printre aceștia, cel mai notabil a fost The Knack, cu a sa "My Sharona", care devenise cel mai mare hit single al anului 1979. Deși The Knack și mișcarea power pop în sine au dispărut din popularitatea generală, genul a continuat a exercita un anumit tip de cult datorită scurtelor perioade de succes moderat.

## Anii 2000
Mick Jagger, vocalistul formației The Rolling Stones, afirma că succesul diferitelor acte culturale și artistice britanice ale anilor 2000 se datorește diversității stilurilor acestora. Din punctul de vedere al promotorilor actelor culturale, un purtător de cuvânt al HMV Group, un grup de promovare al spectacolelor de orice gen, a declarat că Amy Winehouse și Simon Cowell (judecător al emisiunii concurs American Idol) sunt printre cei care ar fi catalizat valul de britanici de profil ridicat. 

## Valul de artiști ai Original British Invasion
- The Animals
- The Beatles
- The Bee Gees
- Chad and Jeremy
- The Dave Clark Five
- Petula Clark
- Donovan
- Dusty Springfield
- Wayne Fontana and the Mindbenders
- The Fortunes
- Freddie and the Dreamers
- Gerry & The Pacemakers
- Herman's Hermits
- The Hollies
- The Kinks
- Lulu
- Manfred Mann
- The Moody Blues
- The New Vaudeville Band
- Peter and Gordon
- The Pretty Things
- The Rolling Stones
- The Searchers
- The Spencer Davis Group
- The Swinging Blue Jeans
- The Troggs
- The Who
- The Yardbirds
- The Zombies

## Valul de artiști ai Second British Invasion
- ABC[11]
- Adam Ant
- Rick Astley
- Bananarama
- Big Country
- Spice Girls
- Culture Club[11]
- The Cure
- The Clash
- Depeche Mode
- Thomas Dolby
- Duran Duran[11]
- Eurythmics[11]
- A Flock of Seagulls[11]
- Fine Young Cannibals
- Eddy Grant[11]
- The Human League[11]
- Billy Idol
- Madness[11]
- Musical Youth
- New Order
- Pet Shop Boys
- The Smiths
- Simple Minds
- Tears for Fears
- Thompson Twins[11]
- Wang Chung
- Wham![11]
- Paul Young[11]